# Paul Nardi
Paul Nardi (Vesoul, 18 mei 1994) is een Frans voetballer die als doelman speelt.

## Clubcarrière
Nardi komt uit de jeugdacademie van AS Nancy. Hij debuteerde voor de club op 13 september 2013 in de Ligue 2, tegen US Créteil-Lusitanos. De eerste zes wedstrijden van het seizoen stond Damien Grégorini in het doel. Daarna debuteerde Nardi tegen US Créteil en bleef hij eerste keus.
Na één seizoen in het eerste elftal Nancy ondertekende Nardi in juni 2014 een vijfjarig contract bij AS Monaco. De Monegasken stalden hem na de aankoop echter nog een seizoen bij Nancy. In het seizoen 2016/17 volgde een tweede uitleenbeurt, ditmaal aan Stade Rennais. In de tweede helft van het seizoen werd Nardi dan weer uitgeleend aan Cercle Brugge. De Fransman bleef uiteindelijk van januari 2017 tot mei 2019 in doel staan bij de zusterclub van Monaco. Nardi speelde aanvankelijk in Eerste klasse B met Cercle, maar promoveerde in 2018 naar de Jupiler Pro League.
In juli 2019 ondertekende Nardi een contract voor vier seizoenen bij FC Lorient.
Op 31 augustus 2022 verhuisde Nardi naar K.A.A Gent, waar hij een contract voor 2 seizoenen tekent.

## Clubstatistieken
| Seizoen | Club            | Land               | Competitie      | Competitie | Competitie | Beker | Beker | Europees | Europees | Totaal | Totaal |
| Seizoen | Club            | Land               | Competitie      | Wed.       | Dlp.       | Wed.  | Dlp.  | Wed.     | Dlp.     | Wed.   | Dlp.   |
| ------- | --------------- | ------------------ | --------------- | ---------- | ---------- | ----- | ----- | -------- | -------- | ------ | ------ |
| 2013/14 | AS Nancy        | Vlag van Frankrijk | Ligue 2         | 33         | 0          | 4     | 0     | —        | —        | 37     | 0      |
| 2014/15 | AS Monaco       | Vlag van Frankrijk | Ligue 1         | 0          | 0          | 0     | 0     | 0        | 0        | 0      | 0      |
| 2014/15 | → AS Nancy      | Vlag van Frankrijk | Ligue 2         | 29         | 0          | 0     | 0     | —        | —        | 29     | 0      |
| 2015/16 | AS Monaco       | Vlag van Frankrijk | Ligue 1         | 2          | 0          | 4     | 0     | 0        | 0        | 6      | 0      |
| 2016/17 | → Stade Rennais | Vlag van Frankrijk | Ligue 1         | 0          | 0          | 1     | 0     | —        | —        | 1      | 0      |
| 2016/17 | → Cercle Brugge | Vlag van België    | Eerste klasse B | 13         | 0          | 0     | 0     | —        | —        | 13     | 0      |
| 2017/18 | → Cercle Brugge | Vlag van België    | Eerste klasse B | 29         | 0          | 1     | 0     | —        | —        | 30     | 0      |
| 2018/19 | → Cercle Brugge | Vlag van België    | Eerste klasse A | 38         | 0          | 0     | 0     | —        | —        | 38     | 0      |
| 2019/20 | FC Lorient      | Vlag van Frankrijk | Ligue 2         | 28         | 0          | 3     | 0     | —        | —        | 31     | 0      |
| 2020/21 | FC Lorient      | Vlag van Frankrijk | Ligue 1         | 23         | 0          | 1     | 0     | —        | —        | 24     | 0      |
| 2021/22 | FC Lorient      | Vlag van Frankrijk | Ligue 1         | 22         | 0          | 0     | 0     | —        | —        | 22     | 0      |
| 2022/23 | KAA Gent        | Vlag van België    | Eerste klasse A | 30         | 0          | 2     | 0     | 5        | 0        | 37     | 0      |
| 2023/24 | KAA Gent        | Vlag van België    | Eerste klasse A | 11         | 0          | 0     | 0     | 3        | 0        | 14     | 0      |
| Totaal  | Totaal          | Totaal             | Totaal          | 258        | 0          | 16    | 0     | 8        | 0        | 282    | 0      |

## Interlandcarrière
Nardi kwam uit voor diverse Franse jeugdelftallen. Op 5 maart 2014 debuteerde hij voor Frankrijk –20 in de vriendschappelijke interland tegen Oekraïne –20.